# Новоселье (Шимский район)
Новоселье — деревня в Шимском районе Новгородской области в составе Подгощского сельского поселения.

## География
Находится в западной части Новгородской области на расстоянии приблизительно 14 км на юг-юго-запад по прямой от районного центра поселка Шимск.

## История
В 1909 году здесь (деревня Старорусского уезда Новгородской губернии) был учтен 21 двор.

## Население
Численность населения: 127 человек (1909 год), 79 (русские 99 %) в 2002 году, 77 в 2010.